# Aduana de Los Queñes
La Aduana de Los Queñes es un edificio declarado Monumento Histórico, ubicado en la zona cordillerana de la comuna de Romeral, en la Región del Maule, Chile.

## Historia
En el área de confluencia de los ríos Teno y Claro, en la comuna de Romeral, se erigió un edificio para albergar una aduana en la localidad de Los Queñes, en el camino fronterizo hacia San Rafael (Argentina). Construido en cantería de piedra hacia 1860, fue recibido por el ingeniero de la antigua Provincia de Colchagua, Manuel García, en 1864.  Tuvo la principal finalidad de controlar el flujo ganadero entre Chile y Argentina existente en la época.
La aduana dejó de funcionar hacia 1960, y el edificio entró un periodo de deterioro, que se agravó por los daños que sufrió tras los terremotos de 1985 y de 2010, tras los cuales se desplomó parte de la cantería sobre los dinteles de las ventanas y hubo desprendimiento de revoques.
El edificio fue declarado Monumento Histórico en 1998.
En 2015, el Consejo Regional del Maule aprobó un proyecto de restauración y puesta en valor del edificio, con el objeto de construir un museo, una sala multiuso para exposiciones y presentaciones artísticas y un anfiteatro que se anexarán a la aduana.

## Descripción
El inmueble evoca un pequeño castillo medieval o fortaleza. Está compuesto por dos volúmenes iguales separados por un espacio. Consta de cuatro torreones circulares recubiertos por chapiteles que se levantan en cada una de las esquinas perimetrales del edificio, orientados hacia los puntos cardinales. Su altura se eleva por unos 10 metros del nivel del camino.
Formalmente, predominan en la construcción la mampostería de piedra y madera de roble. Su materialidad es aquella propia de la arquitectura de montaña.